# TAI Anka-3
Il TAI Anka-3 è un UCAV stealth con la configurazione tuttala sviluppato dalla turca TAI per l'utilizzo da parte delle Forze armate turche. Le sue missioni prioritarie saranno ricognizione, sorveglianza e intelligence ed attacco con armi aria-superficie.

## Storia del progetto
Le prime immagini del prototipo dell’Anka-3 sono state svelate dalla TAI il 18 marzo 2023 in occasione del rollout del velivolo, anche se in una dichiarazione del novembre 2022, fu annunciato che la società turca aveva sviluppato per la prima volta un drone da combattimento con motore a reazione.
Le prime prove di rullaggio sono avvenute ad aprile 2023.
Il primo volo dell’Anka-3 è avvenuto il 28 dicembre 2023, quando il velivolo è rimasto in volo per un’ora e dieci minuti, raggiungendo un’altitudine di 8 000 piedi alla velocità di 150 nodi.
A maggio 2024, TAI ha annunciato che sarà sviluppata una configurazione bimotore dell'Anka-3. Questa variante capace di raggiungere velocità supersoniche, potrà accompagnare l'aereo da caccia di produzione nazionale Kaan, dotato capacità di supercrociera. L'Anka-3 è progettato come parte del sistema OKU di TAI, che prevede l'abbinamento degli aerei da combattimento Kaan con equipaggio ad aeromobili senza pilota.

### Tecnica
Il design ad ala volante, grazie alla mancanza degli stabilizzatori verticali e la presenza di baie interne per l’armamento, gli conferiscono un’area di sezione trasversale radar molto ridotta. I sistemi a terra che lo controllano hanno come base gli stessi utilizzati per gli UAV Anka e Aksungur a cui è stato integrato un nuovo sistema software aggiuntivo. Ciò permetterà di controllare l’Anka-3 anche con i sistemi di terra di Anka e Aksungur, aprendo la strada all’utilizzo delle missioni comuni di questi tre sistemi come elementi complementari.

### Armamento
Per quanto riguarda l'armamento, l'Anka-3 sarà in grado di trasportare 650 kg di munizioni in ciascuna delle due stazioni presenti in fusoliera, 650 kg in ciascuna delle stazioni presenti nelle ali e 100 kg in ciascuna delle stazioni esterne. Pertanto, sarà possibile integrare molte armi, comprese SOM-J, Mk 82 e SDB.